# Shayne Green
Shayne Green (Quesnel, Brit Columbia, 1971. augusztus 13. –) kanadai profi jégkorongozó.

## Pályafutása
Junior karrierjét a WHL-es Victoria Cougarsban kezdte 1988-ban és 1991-ig játszott ebben a csapatban mert az 1990–1991-es idényben a szintén WHL-es Portland Winter Hawksba került majd még ebben az idényben tovább ment a Kamloops Blazers-be, ahol 1991–1992 között játszott. Utolsó szezonjában majdnem 100 pontot ért el és a csapattal megnyerte a Memorial-kupát. Az 1991-es NHL-drafton a Minnesota North Stars választotta ki a 11. kör 228. helyén. A National Hockey League-ben sosem játszott. Felnőtt karrierjét az ECHL-es Dayton Bombersben kezdte és még ebben a szezonban egy mérkőzés erejéig játszott at IHL-es Kalamazoo Wingsben. A következő szezonban mindössze öt mérkőzést játszott az ECHL-es Erie Panthersben. 1994–1995-ben négy mérkőzésre meghívást kapott a kanadai válogatottba. Az 1995–1996-os szezonban rollerhokizott. 1996–1998 között a WCHL-es Fresno Falconsban játszott. 1998–1999-ben átjött Európába jégkorongozni a német liga egyik ágába a Timmendorfer Strand csapatába. A következő bajnoki szezonban a WCHL-es Tacoma Sabercatsben szerezte a pontokat és a szezon végén visszavonult.

## Díjai
- Ed Chynoweth-kupa: 1992
- Memorial-kupa: 1992